# Луций Марций Цензорин (консул 149 пр.н.е.)
Луций Марций Цензорин (на латински: Lucius Marcius Censorinus) e политик на Римската република през 2 век пр.н.е.
През 160 пр.н.е. той е едил, 152 пр.н.е. претор. През 149 пр.н.е. е избран за консул заедно с Маний Манилий. Цензорин командва флотата в третата пуническа война, a колегата му командва сухопътните войски. Обсажда град Утика, но не побеждава картагенците. През есента се връща в Рим, за да проведе изборите. През 147 пр.н.е. е избран за цензор заедно с Луций Корнелий Лентул Луп.
Цензорин се интересува от гръцката култура и ученият Клитомах му посвещава произведение.